# 西竹の塚
西竹の塚（にしたけのつか）は、東京都足立区の町名。現行行政地名は西竹の塚一丁目及び西竹の塚二丁目。住居表示実施済区域。郵便番号121-0822（集配局 : 足立北郵便局）。

## 地理
東京都足立区北部、竹の塚地区のほぼ中央に位置する。北で東伊興、東で竹の塚、南で栗原、西で伊興および伊興本町と隣接する。町域は南北に細長く、南部が西竹の塚一丁目、北部が西竹の塚二丁目に区分されている。町域内には東武伊勢崎線竹ノ塚駅西口があるほか、東武伊勢崎線に乗り入れる東京メトロの鉄道車両基地が存在する。

### 地価
住宅地の地価は、2025年（令和7年）1月1日の公示地価によれば、西竹の塚1-3-23の地点で38万4000円/m2、西竹の塚2-10-5の地点で42万2000円/m2となっている。

## 歴史
西竹の塚一丁目は1987年（昭和62年）・二丁目は1997年（平成9年）の住居表示実施によって成立。旧町名は伊興町見通（いこうまちみとおり）・伊興町大境・伊興町前沼。

## 世帯数と人口
2025年（令和7年）1月1日現在（足立区発表）の世帯数と人口は以下の通りである。
| 丁目           | 世帯数    | 人口    |
| -------------- | --------- | ------- |
| 西竹の塚一丁目 | 1,136世帯 | 1,988人 |
| 西竹の塚二丁目 | 746世帯   | 1,152人 |
| 計             | 1,882世帯 | 3,140人 |

### 人口の変遷
国勢調査による人口の推移。
| 年                 | 人口  |
| ------------------ | ----- |
| 1995年（平成7年）  | 1,345 |
| 2000年（平成12年） | 2,627 |
| 2005年（平成17年） | 2,953 |
| 2010年（平成22年） | 3,205 |
| 2015年（平成27年） | 3,004 |
| 2020年（令和2年）  | 3,060 |

### 世帯数の変遷
国勢調査による世帯数の推移。
| 年                 | 世帯数 |
| ------------------ | ------ |
| 1995年（平成7年）  | 600    |
| 2000年（平成12年） | 1,188  |
| 2005年（平成17年） | 1,494  |
| 2010年（平成22年） | 1,648  |
| 2015年（平成27年） | 1,585  |
| 2020年（令和2年）  | 1,722  |

## 学区
区立小・中学校に通う場合、学区は以下の通りとなる（2023年4月時点）。なお、足立区では学校選択制度を導入しており、区内全域から選択することが可能。ただし、小学校に関しては、2018年（平成30年）度から学区域または学区域に隣接する学校のみの選択になる。
| 丁目           | 番地 | 小学校               | 中学校               |
| -------------- | ---- | -------------------- | -------------------- |
| 西竹の塚一丁目 | 全域 | 足立区立栗原北小学校 | 足立区立第十四中学校 |
| 西竹の塚二丁目 | 全域 | 足立区立東伊興小学校 | 足立区立第十四中学校 |

## 産業

### 事業所
2021年（令和3年）現在の経済センサス調査による事業所数と従業員数は以下の通りである。
| 丁目           | 事業所数  | 従業員数 |
| -------------- | --------- | -------- |
| 西竹の塚一丁目 | 73事業所  | 576人    |
| 西竹の塚二丁目 | 99事業所  | 537人    |
| 計             | 172事業所 | 1,113人  |

### 事業者数の変遷
経済センサスによる事業所数の推移。
| 年                 | 事業者数 |
| ------------------ | -------- |
| 2016年（平成28年） | 194      |
| 2021年（令和3年）  | 172      |

### 従業員数の変遷
経済センサスによる従業員数の推移。
| 年                 | 従業員数 |
| ------------------ | -------- |
| 2016年（平成28年） | 1,084    |
| 2021年（令和3年）  | 1,113    |

## 交通

### 鉄道
東武鉄道
- 東武伊勢崎線（東武スカイツリーライン）：竹ノ塚駅 - 駅東口を除く敷地が属する駅本屋の所在地は竹の塚。

東京地下鉄
- 東京メトロ日比谷線竹ノ塚車両基地（千住検車区竹ノ塚分室）が置かれている。

### バス
- 「竹ノ塚駅#バス路線」を参照

### 道路
- 東京都道461号吾妻橋伊興町線（尾竹橋通り = 東京都都市計画道路補助100号）
- 赤山街道（中央通り）

## 施設
- 竹の塚保健総合センター
- 足立区立第十四中学校
- エミエルタワー竹の塚
- 大境公園
- 前沼公園